# Schlachtgeschwader 151
A Schlachtgeschwader 151 foi uma unidade aérea da Luftwaffe durante a Segunda Guerra Mundial. Formada em Outubro de 1943, lutou até o final da guerra.

## Geschwaderkommodoren
| Comandante          | Data                                          |
| ------------------- | --------------------------------------------- |
| Oberst Karl Christ  | 18 de Outubro de 1943 - 6 de Dezembro de 1944 |
| Oberst Helmut Bruck | 7 de Dezembro de 1944 - 31 de Março de 1945   |
| Major Karl Henze    | 1 de Abril de 1945 - 25 de Abril de 1945      |

## Stab
Foi formado no dia 18 de Outubro de 1943 em Agram a partir do Stab/St.G.151.

## I. Gruppe

### Gruppenkommandeure
- Hptm Karl Schrepfer, 18 de Outubro de 1943 - 19 de Maio de 1944
- Hptm Erich Bunge, 13 de Julho de 1944 - 23 de Outubro de 1944
- Hptm Hubert Pölz, 24 de Outubro de 1944 - 25 de Abril de 1945

O Gruppe foi formado no dia 18 de Outubro de 1943 em Pancevo a partir do I./St.G.151 com:
- Stab I./SG151 a partir do Stab I./St.G.151
- 1./SG151 a partir do 1./St.G.151
- 2./SG151 a partir do 2./St.G.151
- 3./SG151 a partir do 3./St.G.151

No dia 17 de Agosto de 1944 o 3./SG151 se tornou 5./SG 151, e foi reformado no mês de Outubro de 1944.

## II. Gruppe

### Gruppenkommandeure
- Hptm Heinrich Heins, 18 de outubro de 1943 - 3 de Setembro de 1944
- Hptm Hans Steinwachs, 4 de Setembro de 1944 - 14 de Fevereiro de 1945
- Maj Ottmar Willmann, Fevereiro de 1945 - Fevereiro de 1945
- Maj Franz Kieslich, Fevereiro de 1945 - Abril de 1945

Foi formado no dia 18 de Outubro de 1943 em Agram a partir do IV./St.G.151 com:
- Stab II./SG151 a partir do Stab IV./St.G.151
- 4./SG151 a partir do 4./St.G.151
- 5./SG151 a partir do 7./St.G.151
- 6./SG151 a partir do 8./St.G.151

No dia 17 de Agosto de 1944 o 5./SG151 se tornou 7./SG151 e foi reformado a partir do 3./SG 151. O 6./SG151 se tornou 11./SG151, e foi reformado no mês de Outubro de 1944 em Agram.

## III. Gruppe

### Gruppenkommandeure
- Hptm Hanschke(?), 18 de Outubro de 1943 - Março de 1944
- Hptm Egon Stoll-Berberich, Março de 1944 - 25 de Abril de 1945

Foi formado no dia 18 de Outubro de 1943 em Pancevo a partir do III./St.G.151 com:
- Stab III./SG151 a partir do Stab III./St.G.151
- 7./SG151 a partir do 5./St.G.151
- 8./SG151 a partir do 6./St.G.151

No dia 17 de Julho de 1944 o 9./SG151 foi formado a partir do Fliegerstaffel Ritter.
No mês de Agosto de 1944 o 8./SG151 se tornou?./SG 151, e foi reformado a partir do Umschulstaffel G.d.S.
O III./SG151 foi dispensado no dia 25 de Abril de 1945.

## IV. Gruppe

### Gruppenkommandeure
- Hptm Karl Kennel, 17 de Agosto de 1944 - 10 de 44
- Hptm Franz Smole, 15 de Outubro de 1944 - 23 de Fevereiro de 1945
- Hptm Paul Dose, 24 de Fevereiro de 1945 - 15 de Abril de 1945

Foi formado no dia 17 de Agosto de 1944 em Prossnitz a partir do I./SG 152 com:
- Stab IV./SG151 from Stab I./SG152
- 10./SG151 from 1./SG152
- 11./SG151 from 6./SG151
- 12./SG151 from 2./SG152

Foi dispensado no dia 15 de Abril de 1945, permanecendo somente o 12./SG 151 lutando até o final.

## 13./SG151

### Staffelkapitäne
- Hptm Heinz Weitzel, 18 de Outubro de 1943 - 5 de Maio de 1945

Foi formado no dia 18 de Outubro de 1943 em Vel Gorica a partir do Einsatzstaffel/St.G.151.

## 14./SG151

### Staffelkapitäne
- Olt Hans-Werner Jurck, 15 de Setembro de 1944 - 16 de Outubro de 1944
- Olt Joachim Rück, 11 de Novembro de 1944 - 19 de Fevereiro de 1945
- Hptm Helmut Eberspächer, 20 de Fevereiro de 1945 - 26 de Março de 1945

Foi formado no dia 17 de Agosto de 1944 em Alibunar a partir do 3.(Pz)/SG 152. Foi dispensado no dia 16 de Outubro de 1944.
Acabou sendo reformado no dia 11 de Novembro de 1944 em Berlin-Staaken a partir do Erg.Staffel (Nacht)/Kampfgeschwader 51.

## 15./SG151

### Staffelkapitäne
- Hptm Friedrich Schmale, 6 de Julho de 1944 - 29 de Outubro de 1944
- Maj Walter Endres, 24 de Novembro de 1944 - 18 de Fevereiro de 1945
- Maj Ottmar Willmann, 6 de Fevereiro de 1945 - 8 de Maio de 1945

Foi formado no dia 6 de Julho de 1944 em Hadju-Böszörmeny a partir do 3./NSGr.3.